# ネルトゥス (小惑星)
ネルトゥス (601 Nerthus) は小惑星帯に位置する小惑星である。ハイデルベルクでマックス・ヴォルフによって発見された。
北欧神話に登場する大地の女神ネルトゥスにちなんで命名された。